# Майоров Євген Олександрович
Євген Олександрович Майоров (11 лютого 1938 , Москва  — 10 грудня 1997 , Москва ) — радянський хокеїст, нападник, спортивний коментатор ЦТ. Заслужений майстер спорту СРСР (1963).

## Біографія
Брат-близнюк Бориса Майорова. Виступав за «Спартак» Москва (1956—1967).
У «Спартаку» та у збірній СРСР Євген Майоров виступав у ланці з Борисом Майоровим та В'ячеславом Старшиновим, ця трійка була однією з найсильніших у радянському хокею 1960-х років.
У 1958—1959 роках також грав і за клубну команду футбольного «Спартака». У 1961—1962 роках провів 2 гри в чемпіонаті дублюючих складів за футбольний «Спартак». Закінчив Московський авіаційно-технологічний інститут (1963).
У 1967—1968 роках — старший тренер «Спартака», з яким став другим призером чемпіонату СРСР 1968 року. У 1968—1969 роках грав за ТУЛ «Вехмайстен Урхейліят» (Фінляндія) — 16 ігор, 2 шайби.
З кінця 1960-х років працював спортивним коментатором на телебаченні. Член КПРС із 1969 року. З 1972 по 1976 рік — директор СДЮСШОР «Спартак» (Москва).
З 1979 року — спортивний тележурналіст. Член Спілки журналістів СРСР.
З 1992 по 1994 рік працював коментатором хокейних трансляцій на 1-му каналі РДТРК «Останкіно», звідки згодом (у квітні 1994 року) перейшов до спортивної редакції телекомпанії НТВ, що незадовго до того виникла.
Останні роки життя (1994—1997) працював коментатором футбольних та хокейних трансляцій, а також ведучим та керівником деяких спортивних телепередач на телеканалах НТВ та «НТВ-Плюс Спорт». Був ініціатором проведення в 1996 році першого конкурсу спортивних коментаторів на «НТВ-Плюс», в результаті якого до редакції телекомпанії працевлаштувалися багато нині відомих сучасних російських телекоментаторів. Разом із Дмитром Рижковим працював над хокейною програмою на НТВ.
10 грудня 1997 року помер на 60-му році життя після тривалої хвороби моторних нейронів (бічний аміотрофічний склероз). Похований на Ваганьківському цвинтарі.
1998 року Євгену Майорову посмертно присуджено телевізійну премію ТЕФІ в номінації «Найкращий спортивний коментатор року».

## Досягнення та нагороди
- Чемпіон Олімпійських ігор 1964 року.
- Чемпіон світу та Європи 1963, 1964. Бронзовий призер чемпіонату світу 1961. На чемпіонатах світу та Олімпійських іграх зіграв 20 матчів, закинув 11 шайб.
- Дворазовий чемпіон СРСР 1962, 1967. Другий призер чемпіонатів СРСР 1965 та 1966, третій призер 1963 та 1964. У чемпіонатах СРСР зіграв 260 матчів, закинув 127 шайб.
- Фіналіст Кубка СРСР 1967 року.
- Нагороджений орденом «Знак Пошани» (1981), медаллю ордену «За заслуги перед Батьківщиною» II ступеня (1996), медаллю «За трудову відзнаку» (1965).
- Входив до списку 34-х найкращих хокеїстів СРСР у 1964 році.

## Фільмографія
Євген Майоров знімався у 1969 році у дитячому художньому фільмі «Таємниця залізних дверей» та зіграв самого себе.